# Перейра, Марсело
Марсе́ло Анто́нио Пере́йра Родри́гес (исп. Marcelo Antonio Pereira Rodríguez; род. 27 мая 1995, Тегусигальпа) — гондурасский футболист, защитник клуба «Мотагуа» и сборной Гонудраса. Участник Олимпийских игр 2016 года в Рио-де-Жанейро.

## Клубная карьера
Перейра начал карьеру в клубе «Мотагуа». 20 ноября 2014 года в матче против «Платенсе» он дебютировал в Лиге Насьональ. 9 августа 2015 года в поединке против «Виктории» Марсело забил свой первый гол за «Мотагуа».

## Международная карьера
Летом 2015 года Перейра принял участие в молодёжном чемпионате мира в Новой Зеландии. На турнире он сыграл в матчах против команд Узбекистана и Фиджи.
В 2016 году в составе олимпийской сборной Гондураса Марсело принял участие в Олимпийских играх в Рио-де-Жанейро. На турнире он сыграл в матчах против команд Алжира, Португалии, Аргентины, Южной Кореи, Бразилии и Нигерии. В поединках против алжирцев и нигерийцев Перейра забил по голу.
3 ноября 2016 года в матче товарищеском матче против сборной Белиза Марсело дебютировал за сборную Гондураса.
В начале 2017 года Перейра стал победителем Центральноамериканского кубка. На турнире он сыграл в матчах против сборных Никарагуа, Сальвадора, Белиза, Панамы и Коста-Рики. В том же году в составе сборной Перейра принял участие в розыгрыше Золотого кубка КОНКАКАФ. На турнире он был запасным и на поле не вышел.

### Голы за сборную Гондураса (до 23)
| #  | Дата            | Место                              | Противник | Счёт | Результат | Соревнование          |
| -- | --------------- | ---------------------------------- | --------- | ---- | --------- | --------------------- |
| 1. | 4 августа 2016  | Энженьян, Рио-де-Жанейро, Бразилия | Алжир     | 2:0  | 3:2       | Олимпийские игры 2016 |
| 2. | 20 августа 2016 | Минейран, Белу-Оризонти, Бразилия  | Нигерия   | 3:2  | 3:2       | Олимпийские игры 2016 |

## Достижения
Гондурас
- Центральноамериканский кубок — 2017